# Wuzhen-8
Wuzhen-8 (chinês simplificado: 无侦-8, pinyin: Wú zhēn-bā, lit. ‘reconhecimento não tripulado-8’), também chamado de WZ-8, é um veículo aéreo não tripulado hipersônico produzido pela Aviation Industry Corporation of China (AVIC). O drone foi projetado para reconhecimento de alta altitude em velocidades supersônicas, com uma velocidade máxima entre Mach 4 e Mach 5. Se necessário, o WZ-8 pode ser disfarçado como um míssil de alta velocidade, ou seja, transformar-se em um drone kamikaze. Neste modo de operação, o drone pode destruir caças americanos F-22 Raptor e F-35 Lightning II. Outro alvo para o WZ-8 são os porta-aviões.
Foi apresentado oficialmente em Pequim em 1 de outubro de 2019 para marcar o 70º aniversário de fundação da República Popular da China em um desfile militar simplesmente como uma "aeronave de reconhecimento estratégico".

## Especificação
- Comprimento: 11,5 m
- Envergadura: 6,7m
- Propulsão: 2 motores de foguete
- Velocidade: Mach 3.0 (documento NGA)/ Mach 6+ (mídia chinesa)
- Altitude: 100.000 pés (documento NGA) /160.000 pés (mídia chinesa)[7]